# Endo-exo izomerie
Endo–exo izomerie je druh stereoizomerie u organických sloučenin obsahujících substituenty na můstku bicyklického řetězce. Pro izomery se substituenty na nejkratším můstku se používá předpona endo, u substituentu na nejdelším můstku se používá označení syn. Předpona exo je určena pro izomery se substituenty v největší vzdálenosti (anti) od nejdelšího můstku. Pojmy „nejdelší“ a „nejkratší“ zde označují počet atomů v můstku.
Tento druh molekul se vyskytuje u norbornanových sloučenin, jako je například dicyklopentadien.
Označení endo a exo se podobně používají i při popisu selektivity Dielsových–Alderových reakcí.